# Carlos Manuel de Céspedes
Carlos Manuel Perfecto del Carmen de Céspedes i López del Castillo (Bayamo, 18 d'abril de 1819 - Sierra Maestra, 27 de febrer de 1874) va ser un líder independentista cubà que va iniciar la Guerra dels Deu Anys en aixecar-se en armes contra el govern espanyol el 10 d'octubre de 1868. Va donar a conèixer el seu pla de lluita amb el Manifest de la Junta Revolucionària de l'Illa de Cuba, concedint la llibertat als seus esclaus i convidant-los a unir-se a la lluita anticolonialista. Va ser major general de l'Exèrcit Mambí i primer president de la República de Cuba en Armes. Destituït com a president el 1873, es va instal·lar a San Lorenzo, a la Sierra Maestra, on, el 1874 caigué en combat contra les tropes espanyoles.

## Biografia

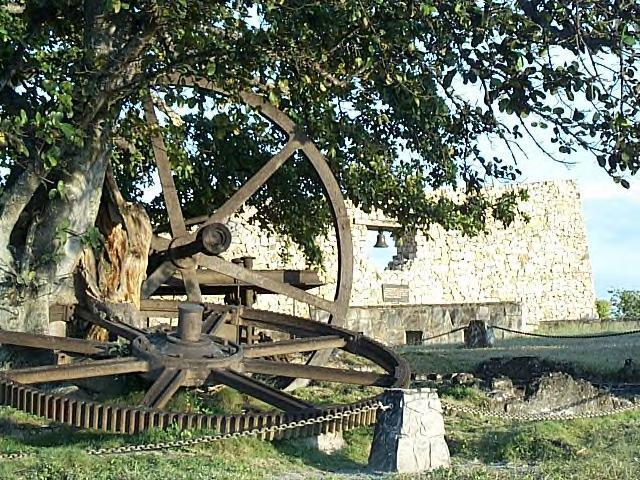
Ruïnes de La Demajagua

El 1840 partí rumb a Europa on obtingué la llicenciatura en Dret a la Universitat de Barcelona i posteriorment el doctorat.
En 1843 participà en la insurrecció del general Joan Prim, per això hagué de marxar com a exiliat polític rumb a França. Va recórrer després Anglaterra, Suïssa, Turquia, Grècia, Alemanya i Itàlia abans de tornar a Cuba el 1844, per la qual cosa dominava i s'expressava correctament en diversos idiomes com l'anglès, el francès i l'italià. A més, coneixia des de petit el llatí i el grec.
El 1852 va participar en la rebel·lió de Las Pozas i ingressà a la presó en ser detingut per la seva actitud política contrària a al Regne d'Espanya. Va tenir de companys de cel·la al seu oncle Lucas del Castillo i al poeta José Fornaris i Céspedes. En dues ocasions més tornà a trepitjar la presó, on continuava escrivint poemes i fent traduccions. Això succeí durant el primer i segon període del capità general de Cuba Gutiérrez de la Concha.
El 1867, per la suma de 81.000 dòlars, comprà l'ingeni sucrer de La Demajagua a Manzanillo. L'agost s'hi reuní l'acabada de fundar lògia maçònica de Bayamo, denominada Estrella Tropical N. 19, amb caràcter insurreccional.

### 1868
El 8 d'octubre, Céspedes convocà els patriotes a l'acció contra la dominació espanyola. Començaren a reunir-se a l'enginy de la Demajagua de la seva propietat. A l'enginy redactaren i discutiren el Manifest de la Junta Revolucionària de l'Illa de Cuba que havia de donar a conèixer l'endemà. Aquest manifest és conegut per ser el Pla de la Lluita de la Guerra dels Deu Anys i per contenir-ne els objectius.
El 10 d'octubre de 1868, en el seu enginy sucrer La Demajagua, es va alçar en armes i, al crit de «Viva Cuba Libre!», anomenat Grito de Yara, va proclamar la independència de Cuba i va donar la llibertat als seus esclaus. Així, doncs, encapçalà la insurrecció donant inici a la Guerra dels Deu Anys, al comandament de 147 homes al principi però que, a poc a poc, anà creixent el nombre de partidaris que el seguiren arribant a tenir a prop de 17.000 homes.
El 18 d'octubre, juntament amb Aguilera i Marcano prenen la ciutat de Bayamo. Perucho Figueredo reparteix fulls volants amb la lletra de l'Himne Nacional Cubà i pel 20 d'octubre s'interpreta Bayamo per primera vegada en la història. Céspedes ambicionava la independència total i absoluta de Cuba, mentre altres s'inclinaven per l'annexió estatunidenca.

## Manifest del 10 d'Octubre
Va elaborar el Manifest del 10 d'Octubre que donava a conèixer els objectius i les causes per les quals els antics criolls, ara convertits en cubans, es disposaven a defensar de forma violenta el territori en què vivien i que ja anomenaven «pàtria i nació». En aquest document es planteja entre altres aspectes:
| «                             | Ningú no ignora que Espanya governa a l'illa de Cuba amb un braç de ferro ensangonat, que tenint-la privada de tota llibertat política, civil i religiosa, els seus desgraciats fills es veuen expulsats de la seva terra a climes remots o executats sense formació de procés per comissions militars en plena pau. La té privada del dret de reunió com no sigui sota la presidència d'un cap militar, no pot demanar remei als seus mals sense que la tracti com a rebel i no se li concedeix un altre recurs que callar i obeir. | » |
| — Manifiest del 10 de Octubre | |   |

Les seves restes es troben sepultades al Cementiri de Santa Ifigenia de la ciutat de Santiago de Cuba.

## Céspedes i els escacs
Carlos Manuel de Céspedes va tenir una intensa relació amb els escacs durant la seva vida, més enllà de la simple pràctica de l'esport. Aquests són alguns dels fets més rellevants:
- Va traduir al castellà el Nouveau Traité du jeu des échecs, llibre escrit pel mestre Louis-Charles Mahé de la Bourdonnais i en va publicar les regles al periòdic El Redactor, de Santiago de Cuba a partir del 4 d'octubre de 1855.
- Céspedes va jugar als escacs fins al dia de la seva defunció.